# Чаоань
Чаоа́нь (кит. упр. 潮安, пиньинь Cháo'ān) — район городского подчинения городского округа Чаочжоу провинции Гуандун (КНР).

## История
Во времена империи Цзинь в 413 году был создан объединивший 5 уездов Ианьский округ (义安郡), власти которого разместились в уезде Хайян (海阳县). Во времена империи Суй округ был в 590 году расформирован, а в 591 году была создана объединившая 6 уездов Чаочжоуская область (潮州), власти которой также разместились в уезде Хайян. В 607 году область была снова переименована в Ианьский округ.
После смены империи Суй на империю Тан Ианьский округ снова стал в 621 году Чаочжоуской областью. В 742 году она была переименована в Чаоянский округ (潮阳郡), но в 758 году снова стала Чаочжоуской областью. После монгольского завоевания и образования империи Юань Чаочжоуская область была в 1279 году преобразована в Чаочжоуский регион (潮州路). После свержения власти монголов и образования империи Мин «регионы» были переименованы в «управы» — так в 1369 году появилась Чаочжоуская управа (潮州府). После Синьхайской революции в Китае была проведена реформа структуры административного деления, в ходе которой управы были упразднены, поэтому в 1912 году Чаочжоуская управа была расформирована. В результате сверки названий уездов в масштабах страны выяснилось, что в провинции Шаньдун также имеется уезд Хайян, поэтому в 1914 году уезд Хайян провинции Гуандун был переименован в Чаоань (潮安县).
После вхождения в состав КНР уезд Чаоань оказался в составе Специального района Чаошань (潮汕专区). В 1952 году Специальный район Чаошань был расформирован, и уезд вошёл в состав Административного района Юэдун (粤东行政区); власти Административного района разместились в уезде Чаоань. В 1953 году урбанизированная часть уезда Чаоань была выделена в отдельный город Чаоань, вскоре переименованный в Чаочжоу; он стал подчиняться напрямую властям провинции Гуандун.
В конце 1955 года было принято решение о расформировании Административных районов, и с 1956 года уезд Чаоань перешёл в состав нового Специального района Шаньтоу (汕头专区). В конце 1958 года город Чаочжоу был упразднён, а его территория была вновь присоединена к уезду Чаоань. В 1970 году Специальный район Шаньтоу был переименован в Округ Шаньтоу (汕头地区).
1 августа 1979 года урбанизированная часть уезда Чаоань была вновь выделена в отдельный город Чаочжоу, подчинённый окружным властям. 1 июля 1983 года уезд Чаоань был расформирован, а его территория вошла в состав города Чаочжоу.
Постановлением Госсовета КНР от 13 июля 1983 года округ Шаньтоу был преобразован в городской округ Шаньтоу.
Постановлением Госсовета КНР от 7 декабря 1991 года город Чаочжоу и уезд Жаопин были выделены из городского округа Шаньтоу в отдельный городской округ Чаочжоу; при этом город Чаочжоу был упразднён, а на его территории были образованы район Сянцяо и уезд Чаоань.
Постановлением Госсовета КНР от 28 июня 2013 года уезд Чаоань был преобразован в район городского подчинения.

## Административное деление
Район делится на 16 посёлков.